# Glenys Kinnock, baronessa Kinnock di Holyhead
Glenys Kinnock, baronessa Kinnock di Holyhead (Roade, 7 luglio 1944 – Londra, 3 dicembre 2023), è stata una politica britannica, moglie dell'ex leader dell'opposizione e commissario europeo Neil Kinnock.
Membro del Partito Laburista, è stata deputata al Parlamento europeo dal 1994 al 2009. Ha ricoperto il ruolo di Ministro di Stato per l'Europa nel 2009 e di Ministro di Stato per l'Africa e le Nazioni Unite dal 2009 al 2010. È anche Pari a vita dal 2009.

## Biografia
Laureata in scienze dell'educazione e storia all'Università di Cardiff (1965), un anno dopo ha conseguito il diploma di insegnante, dopodiché ha lavorato nelle scuole materne, primarie e secondarie fino al 1994. Contemporaneamente è stata coinvolta nelle attività delle organizzazioni sociali nazionali e internazionali. È diventata membro della Royal Society of Fine Arts, presidente dell'organizzazione One World Action e del Welsh Council of Volunteer Associances. È stata nominata tra i comitati consultivi dell'Organizzazione per gli aiuti ai bambini e gli altri. Ha pubblicato articoli scientifici sulle società di Eritrea e Namibia.

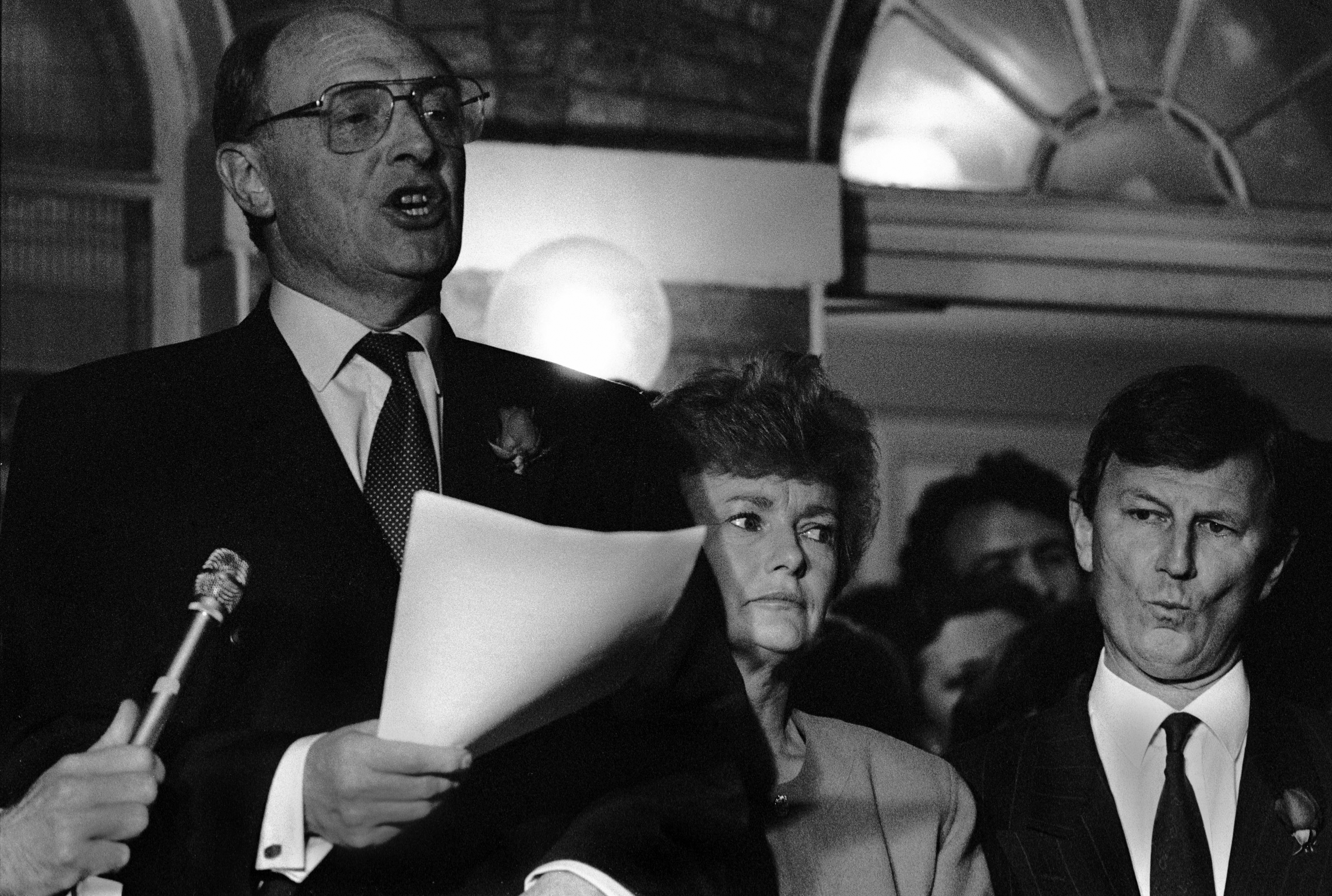
Glenys insieme a Neil Kinnock e Bryan Guold nel 1992.

Nel 1994 è stata eletta al Parlamento europeo con la lista del Partito Laburista. Si è ricandidata alle successive elezioni europee (nel 1999 e nel 2004). Ha fatto parte del Gruppo Socialista, ha lavorato principalmente nel comitato per lo sviluppo.
Ha lasciato il Parlamento europeo un mese prima della fine della VI legislatura. Nel giugno 2009 è diventata Ministro di Stato per l'Europa come parte del Foreign and Commonwealth Office del governo di Gordon Brown. Nell'ottobre dello stesso anno ha assunto l'incarico di Ministro di Stato per l'Africa e le Nazioni Unite, che ha ricoperto fino a maggio 2010.
Nel giugno 2009 ha assunto il titolo di Baronessa Kinnock di Holyhead, sedendo alla Camera dei lord.
Affetta dalla malattia di Alzheimer, si è ritirata dalla Camera dei Lord il 9 aprile 2021.
La baronessa è morta nel 2023, per complicazioni della patologia neurodegenerativa.

## Vita privata
Moglie di Neil Kinnock, parlava gallese, ma non ha trasmesso questa eredità a suo figlio, Stephen Kinnock, sposato con l'ex primo ministro danese Helle Thorning-Schmidt che attraverso di lui ha due nipoti e attraverso sua figlia Rachel ha una nipote e un nipote.

## Pubblicazioni
- Voices for One World, 1987
- Eritrea – images of war and peace, 1988
- Namibia – birth of a nation, 1991
- By Faith and Daring, 1993
- Zimbabwe on the brink, 2002
- The rape of Darfur, in The Guardian, London, 18 gennaio 2006. URL consultato il 15 giugno 2020 (archiviato il 29 novembre 2018).
- A lethal bully that must be tackled, in The Times, London, News UK, 2006. URL consultato il 15 giugno 2020 (archiviato dall'url originale il 25 febbraio 2007).
- The need for an ethical foreign policy, Mark II [collegamento interrotto], in The Independent, London, 2007.
- Cambodia's Brazen U.N. Bid, in The New York Times, 16 ottobre 2012. URL consultato il 15 giugno 2020 (archiviato il 30 novembre 2018).